# Gerry Glacken
Gerry Glacken je bivši indijski hokejaš na travi. 
Osvojio je zlatno odličje igrajući za Indiju na hokejaškom turniru na Olimpijskim igrama 1948. u Londonu.

## Vanjske poveznice
- Profil na Database Olympics